# Rui Capela Batista
Rui José Capela Batista (Beja, 6 de Maio 1969) é um ex-futebolista e treinador de futebol português. Atualmente, é treinador do Al-Khor do Catar.

## Biografia
Rui Capela Batista nasceu a 6 de Maio de 1969 em Beja. Como jogador de futebol, fez a sua formação no Desportivo de Beja, tendo terminado esta etapa no SC Farense. Desde então, passou por vários clubes até terminar a sua carreira aos 32 anos no Grupo Desportivo da Lagoa por lesão. Foi internacional pela seleção portuguesa nos escalões de sub-16, sub-18 (onde jogou sob a orientação de Carlos Queiroz) e na seleção principal.
Após retirar-se como jogador de futebol, Rui Capela Batista desempenhou funções de coordenador técnico entre 2001 e 2010 em vários clubes da região do Algarve (Quarteirense, Grupo Desportivo da Lagoa, Portimonense SC, Esperança de Lagos).
Rui Capela Batista terminou o seu primeiro curso de treinador na Escola Nacional de Educação Física no Paraguai em 2011, altura em que ingressou no 3 de Febrero da Segunda Liga do Paraguai como coordenador técnico onde foi campeão em 2013. Foi também treinador da equipa de juniores onde conquistou o seu primeiro campeonato como treinador principal. Conquistou o torneio internacional Saudades em Santa Catarina, Brasil.
Em 2013/2014, Rui Capela Batista emigrou para o Bangladesh para treinar o Mohammedan SC onde venceu a Taça do Bangladesh.
Em 2014/2015, aceitou o convite do Wydad, de Marrocos, para voltar a desempenhar a função de coordenador técnico onde foi campeão nacional.
A 15 de fevereiro de 2015, Rui Capela Batista ingressou no FK Kruoja Pakruojis, da Lituânia como treinador principal.
Após a saída do FK Kruoja Pakruojis, por incumprimento salarial da parte do clube, Rui Capela Batista completou o 4º nível de treinador UEFA Pro em Portugal.
Em Agosto 2015, assinou pelo Al-Khor do Catar onde começou por treinar a equipa B e agora treina a equipa de Sub-23. Renovou o seu contrato com o clube em Maio de 2016 até Maio 2020. Em Fevereiro 2019, Rui Capela Batista foi promovido a treinador-adjunto da equipa principal do Al-Khor e ajudou a manter o clube na Qatar Stars League.
Na temporada 2019/20, Rui Capela Batista agregou as funções de treinador principal dos Sub-23 e do escalão de juniores do Al-Khor. Sagrou-se campeão nacional de juniores no dia 21 de Maio de 2020, após o campeonato ser interrompido devido à pandemia COVID-19. O Al-Khor tinha 12 pontos de avanço sobre o segundo lugar no momento da interrupção.

## Títulos

### 3 de Febrero
- 2011 - Vencedor - Campeonato de Juniores
- 2013 - Vencedor - Segunda División

### Mohammedan SC
- 2014 - Vencedor - Federation Cup (Taça do Bangladesh)

### Wydad Athletic Club
- 2015 - Vencedor - Campeonato de Marrocos

### Al-Khor
- 2019/20 - Vencedor - Campeonato nacional de Juniores